# Casius
Casius (łac. Diœcesis Casiotanus) – stolica historycznej diecezji w Cesarstwie Rzymskim (prowincja Augustamnica), współcześnie w Egipcie. Jedynym wzmiankowanym biskupem tej diecezji był Lampetius (V w.). Od XVIII w. katolickie biskupstwo tytularne, wakujące od 1965.

## Biskupi tytularni
| Lp. | Biskup                      | Od                   | Do                |
| --- | --------------------------- | -------------------- | ----------------- |
| 1   | Juan Antonio Pérez Arellano | 23 lutego 1739       | 16 marca 1756     |
| 2   | Ignacy Giedroyć             | 24 maja 1824         | 15 lutego 1829    |
| 3   | Ioannes Berčić              | 13 lipca 1840        | 16 kwietnia 1846  |
| 4   | Guglielmo Massaja OFMCap.   | 12 maja 1846         | 2 sierpnia 1881   |
| 5   | Gaudenzio Bonfigli OFMObs.  | 19 sierpnia 1881     | 19 sierpnia 1890  |
| 6   | André Hermel SSCC           | 15 maja 1905         | 20 lutego 1932    |
| 7   | Augustinus Baumann          | 28 października 1932 | 20 lutego 1953    |
| 8   | Félix Scalais CICM          | 29 czerwca 1953      | 10 listopada 1959 |
| 9   | Renatus Butibubage          | 19 grudnia 1959      | 18 grudnia 1965   |